# Punta del Moral
Punta del Moral är en strand i Spanien.   Den ligger i regionen Andalusien, i den sydvästra delen av landet, 500 km sydväst om huvudstaden Madrid.